# Bogdanówka (hromada Podwołoczyska)
Bogdanówka (ukr. Богданівка) – wieś w rejonie tarnopolskim obwodu tarnopolskiego. Wieś liczy 1131 mieszkańców.

## Historia
Założona w 1670. W XIX w. zlokalizowano tu stację kolejową (obecnie przystanek kolejowy Bogdanówka Kamionki, położony na linii Odessa – Lwów). W II Rzeczypospolitej miejscowość była siedzibą gminy wiejskiej Bogdanówka w powiecie skałackim województwa tarnopolskiego.
W 1893 w Bogdanówce urodził się pułkownik Alfred Konkiewicz, kawaler Virtuti Militari, dowódca 70 Pułku Piechoty w Pleszewie. 
Do 2020 w rejonie podwołoczyskim. 